# ハリー・ミラー
ハリー・ミラー（Harry Miller、1941年4月25日 - 1983年12月16日）は、ヨーロッパに定住した南アフリカ出身のダブルベース奏者であり、イギリスのジャズ・シーンにおける「最も活気に満ちたダイナミックな才能」の1人である。

## 略歴
ハリー・ミラーは南アフリカの西ケープ州ケープタウンで生まれた。彼はマンフレッド・マンのベーシストとしてキャリアをスタートし、イギリスのロンドンに定住した。1960年代の終わりから1970年代にかけて、ロンドンのシーンを活気づけていた、南アフリカの地域に根差した音楽とフリー・ジャズを混ぜ合わせた音楽シーンの中心人物だった。ミラーは、マイク・ウェストブルック、クリス・マクレガー、ジョン・サーマン、マイク・クーパー、ルイス・モホロ、キース・ティペット、エルトン・ディーン、ペーター・ブロッツマンなどのミュージシャンと頻繁にレコーディングした。
1970年代の終わりに、彼は経済的な理由でオランダに渡り、そこでウィレム・ブロイカー周辺のミュージシャンと仕事した。ミラーは、1971年にセッション・ミュージシャンとしてプログレッシブ・ロック・バンドのキング・クリムゾンによるアルバム『アイランズ』に参加した。
ミラーは、1983年にオランダでの自動車事故で死亡した。
彼の妻、ヘイゼル・ミラーと一緒に設立したレコード・レーベルの「オガン・レコード (Ogun Records)」は、その時代を記録するために不可欠なものであり、今日も活動している。

## ディスコグラフィ

### リーダー・アルバム
- Children At Play (1972年、Ogun)
- Family Affair (1977年、Ogun) ※Harry Miller's Isipingo名義
- In Conference (1978年、Ogun)
- Bracknell Breakdown (1978年、Ogun) ※with ラドゥ・マルファッティ
- The Nearer The Bone, The Sweeter The Meat (1979年、FMP) ※with ペーター・ブロッツマン、ルイス・モホロ
- Opened, But Hardly Touched (1981年、FMP) ※with ペーター・ブロッツマン、ルイス・モホロ
- Zwecknagel (1981年、FMP) ※with ラドゥ・マルファッティ
- Down South (1984年、Varajazz) ※Harry Miller Quintet名義
- Which Way Now (2006年、Cuneiform) ※Harry Miller's Isipingo名義。1975年録音
- Full Steam Ahead (2009年、Reel Recordings) ※Harry Miller's Isipingo名義。1975年-1977年録音
- Different Times, Different Places (2013年、Ogun) ※1973年、1976年録音
- Different Times, Different Places - Volume Two (2016年、Ogun) ※1977年-1982年録音

### コンピレーション・アルバム
- 1941-1983: The collection (1999年、Ogun)